# Ženski vaterpolski klub Jug
Ženski vaterpolski klub Jug je vaterpolski klub iz Dubrovnika.
Klupsko sjedište je na adresi Put Republike 11, Dubrovnik.
Igračice vaterpolskog kluba Jug počele su trenirati i odmah su prijavljene za igru. Kup je bio prvi na kojemu su sudjelovale, bile su predzadnje iako su sve utakmice izgubile jer igračice iz sv.filipa i jakova nisu bile registrirane tako da su automatski diskvalificirane.
Klub trenira na Gruškom bazenu u dubrovačkom naselju Gruž.

## Poznate igračice
Na EP 2010. kad su hrvatske vaterpolistice nastupile prvi put u povijesti, Jug je dao igračicu Karmelu Tvrdić.